# Wygiełzów (gromada)
Wygiełzów – dawna gromada, czyli najmniejsza jednostka podziału terytorialnego Polskiej Rzeczypospolitej Ludowej w latach 1954–1972.
Gromady, z gromadzkimi radami narodowymi (GRN) jako organami władzy najniższego stopnia na wsi, funkcjonowały od reformy reorganizującej administrację wiejską przeprowadzonej jesienią 1954 do momentu ich zniesienia z dniem 1 stycznia 1973, tym samym wypierając organizację gminną w latach 1954–1972.
Gromadę Wygiełzów siedzibą GRN w Wygiełzowie utworzono – jako jedną z 8759 gromad na obszarze Polski – w powiecie łaskim w woj. łódzkim, na mocy uchwały nr 31/54 WRN w Łodzi z dnia 4 października 1954. W skład jednostki weszły obszary dotychczasowych gromad Chajczyny, Jawor, Kurówek, Patoki, Wygiełzów, Łęki (z wyłączeniem parcelacji Krześlów i wsi Stara Poczta) i Zalesie (z wyłączeniem kolonii Przecznia i parcelacji Przecznia) ze zniesionej gminy Wygiełzów oraz wieś Źródła z dotychczasowej gromady Korczyska ze zniesionej gminy Sędziejowice w tymże powiecie. Dla gromady ustalono 24 członków gromadzkiej rady narodowej.
14 listopada 1957 z gromady Wygiełzów wyłączono kolonię Łęki i parcelację Łęki włączając je do gromady Walewice w tymże powiecie.
1 stycznia 1959 do gromady Wygiełzów przyłączono wieś Stara Poczta oraz wieś, kolonię i parcelę Łęki z gromady Walewice w tymże powiecie.
1 stycznia 1967 do gromady Wygiełzów przyłączono kolonię Walewice, kolonię Wincentów, parcelę i kolonię Przecznia, wieś Pszczółki, wieś Szczur, osadę Dębowalec, wieś i parcelę Wola Pszczółecka, wieś Faustynów, osadę młyńską Fraszka, osadę Borowiec i wieś Sikawica ze zniesionej gromady Walewice w tymże powiecie.
Gromada przetrwała do końca 1972 roku, czyli do kolejnej reformy gminnej.